# Eryngium hainesii
Eryngium hainesii är en flockblommig växtart som beskrevs av C.C.Towns. Eryngium hainesii ingår i släktet martornar, och familjen flockblommiga växter. Inga underarter finns listade i Catalogue of Life.